# 石川錦織許呂斯
石川錦織 許呂斯（いしかわ の にしごり の ころし）は、日本古代の豪族。百済系渡来人。姓は首。名は許呂志とも表記する。

## 経歴
河内国錦部郡（現在の大阪府河内長野市と富田林市の南部）を拠点とした、百済系の渡来人、錦部（錦織）氏の氏人と思われる。一族の最初の姓は首で、のち造。天武天皇12年（683年）9月に「錦部造」一族が連の姓を賜ったとあり、『新撰姓氏録』「河内国諸蕃」に「錦部連」一族は、「三善宿禰同祖、百済国速古大王之後也」となっている。
『日本書紀』巻第十一によると、仁徳天皇41年（推定353年）3月、紀角宿禰に無礼を働いたという罪で鉄の鎖で緊縛されて日本に送られてきた酒君は石川錦部首許呂斯の家に逃げ隠れた。酒君は許呂斯を欺いて
と言った、という。しばらくして仁徳天皇は酒君の罪を許した。
史書に許呂斯が登場するのは以上であるが、『住吉大社神代記』によると、「許呂志」が住吉大社の神領の山預（山守）としてつかえたとあり、その山の名前を二上山など10ヶ所あげ、さらに忍海刀自らと、田地に引く水をめぐって争ったともある。渡来人たちが南河内の開発に従事したことを指し示す説話と思われる。